# Ott család
Az Ott család egy a Felvidékről származó középnemes család, aminek tagjai később győri nemesekként voltak számon tartva. A nemeslevelet és címert Ott János kapta III. Ferdinánd magyar királytól 1651-ben.

## Története
A család ősapja Ott János, aki az 1600-as évek elején született Pozsonyban. 1640-ben házasodott Krineiger Mária Magdolnával, akitől 3 lánya született: 
- Rozália 1641
- Mária 1643
- Elizabet 1645

Felesége halála után Lopp Rozinával kelt egybe 1653-ban, akitől kettő gyereke született:
- János 1654
- Mária Magdolna 1657

A család rangját és nevét az egyetlen fiú örökös János örökítette tovább, akinek 2 fia és 1 lánya született úgyszintén Pozsonyban.
"Pozsony vármegyéből származik, a hol Modorban volt birtokos. János 1651-ben kapott III. Ferdinándtól czímeres nemeslevelet, melyet Somorján 1654-ben hirdettek ki. 1749-ben Nagyszombatban igazolták és hirdették ki a nemességet. Tagjai közül a czímerszerző katonai vitézségeért kapta a nemességet, egy másik Ott pedig a franczia háborúban tábornokként vett részt. Ernő és Tivadar jelenleg győri nagykereskedők és a városi bizottság tagjai.
Czímer: Vörösben, zöld alapon ágaskodó fehér egyszarvú. Sisakdísz: jobbról ezüsttel és vörössel, balról aranynyal és kékkel osztott sasszárny között álló koronás darú, felemelt jobbjában rögöt tart. Takarók: kék-arany, vörös-ezüst."
"Ott-család: Tekintélyes győri nemesi család, az „ősapa”, Ott János 1651-ben kapott nemességet  katonai érdemeiért.  Késői leszármazottjai Ott Ernő és Ott Tivadar gabona nagykereskedők,  a  Győr  városi  bizottság  tagjai.  Innét  van  a  barátság  és ismertség Kautz Gusztávval."

### báró bátorkészi Ott

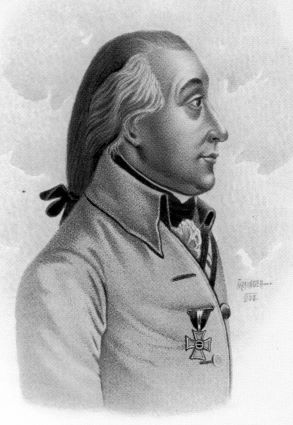
báró bátorkeszi Ott Péter Károly

A család legismertebb tagja kétséget kizáróan Ott Péter Károly, aki az osztrák császári hadsereg tábornokaként szolgált a Hétéves háborúban, a Bajor örökösödési háborúban, a 8. osztrák-oszmán háborúban, ahol a calafati török tábor megtámadása után a katonai, Mária Terézia-renddel tüntették ki. 1792-ben a koalíciós háborúkban, hadseregével a Rajnánál stacionálták. 1800-ban a montebellói csatában szenvedett vereséget. Az 1801-ben megkötött Lunéville-i béke után a budai hadosztály parancsnokságát vette át és Budán és ott is halt meg 1809 május 10-én.
br. Ott Péter, Maria Anna Czekelius von Rosenfeldel házasodott és egy lánya br. bátorkészi Ott Erzsébet (ném.: Elisabeth Freiin Ott von Bátorkesz) született 1783-ban Nagyszebenen, aki 1827-ben hunyt el. 1801-ben házasodott gróf Gatterburg Józseffel a Katonai Mária Terézia-rend lovagjával, osztrák főhadnaggyal. Ferdinánd Malkolm nevű fiuk 1803-ban született Budán.

## győri Ott család
Az Ott család már az 1700-as évek elején feltűnt Győrben. Egy 1703-as telekkönyv szerint a Szent Rudolf utca sarkán álló házat Ott német bormérő bírta, akinek későbbi leszármazottai Ott Ernő és Ott Tivadar gabona nagykereskedők és a Győr városi bizottság tagjai.
Bedy Vince könyve, A győri székeskáptalan története, Győr egyházmegye múltjából 3. részének 1938-as kiadásában a következőt írja az Ott házról:
"A házat Altabak János a győri szemináriumra, papnevelő intézetre hagyta, de Draskovich püspök lefoglalta és elidegenítette. Az esztergomi káptalan 1652-ben 2000 forintért tovább adta e házat Thuckner Boldizsár Ferenc győri seregkapitánynak; innét került az Ott-család birtokába."

### győri Ott-ház

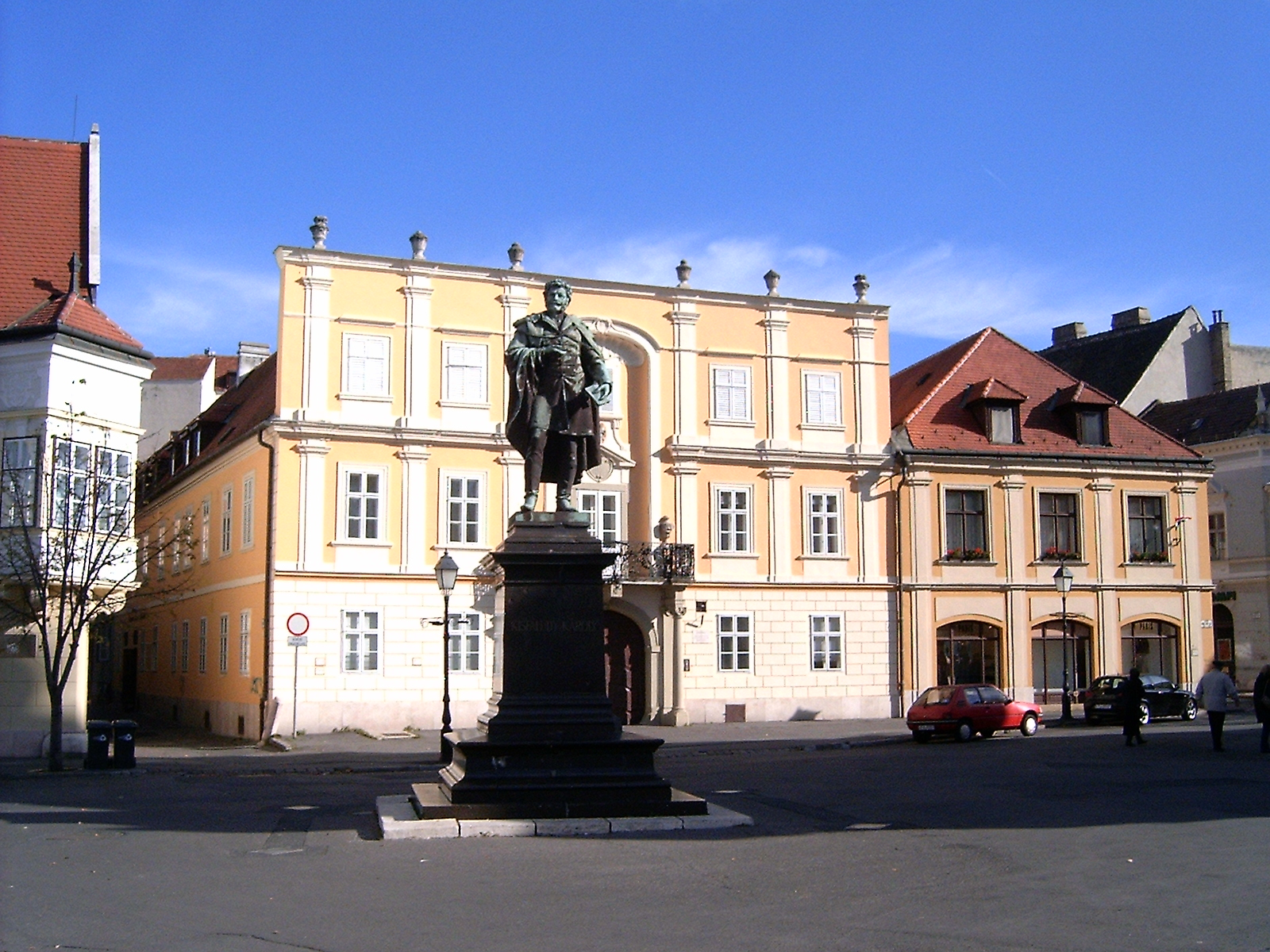
Az Ott-ház Kisfaludy Károly szobrának a hátterében

Valamint így folytatja: "Ma is Ott-ház néven ismerik a mai Erzsébet-tér és Szent László király-utca sarkán, és a Szél-utca (Jacobusgassen) sarkán álló szép baroképületet."
A rokokó-copf palota 1778–1782 közt épült, építtetője Zichy Ferenc győri püspök volt. A kétemeletes homlokzata megtéveszti a szemlélőt. Második emeleti része ugyanis hamis, a tulajdonképpeni felmagasított attika mögött csupán padlástér van. Az így megépített nagy falfelület a barokk idő pompakedvelését szerencsés művészi megoldásban fejezi ki. A kosáríves bejárati kapu feletti nyitott erkélyt két sima törzsű oszlop tartja, az oszlopfejezeteket copf füzér díszíti. Az erkélynek rokokó kovácsoltvas rácsa van, mögötte kagylódíszes fülke magasodik, két oldalán copf vázákkal. A fülkében az Ott-család címere található. Udvarában körbefutó függőfolyosót találunk a 19. század első feléből.